# Crotalaria capuronii
Crotalaria capuronii är en ärtväxtart som beskrevs av M. Peltier. Crotalaria capuronii ingår i släktet sunnhampor, och familjen ärtväxter. IUCN kategoriserar arten globalt som livskraftig. Inga underarter finns listade i Catalogue of Life.